# Maisy
Maisy é uma série de televisão em animação americano-Britânica exibida pelo canal Nick Jr. nos Estados Unidos, criado por Lucy Cousins, é uma co-produção do estúdio de animação King Rollo Films e PolyGram Visual Programming, além de, posteriormente, Universal Pictures Visual Programming e Nickelodeon Animation Studios. A série estreou em 11 de fevereiro de 1999 e terminou em 11 de setembro de 2006; suas reprises continuam sendo transmitidos nos canais da família Nickelodeon nos Estados Unidos desde 2015. O programa é transmitido pela Treehouse TV no Canadá. Em 2015, a primeira temporada foi incluída como parte do aplicativo Noggin.
A série foi baseada em um piloto de em live-action produzido em 1998 intitulado como "Me and My Friends".
No Brasil, a série foi exibida em Nick Jr, Discovery Kids, TV Cultura (2002-2004), Rede Vida (2005-2006), RedeTV! (2007) e Rede Bandeirantes (2000). Em Portugal, a série  foi exibida no Canal Panda e na TVI.

## Personagens

### Maisy
Maisy é uma ratinha que vive em uma casa laranja com telhado vermelho

### Panda
Um panda de pelúcia companheiro de Maisy

### Tallulah
Ela é uma pequena e charmosa galinha amarela, que vive sempre de vestido e uma tiara em sua cabeça

### Eddie
Ele é um elefante que vive em configurações grandes

### Charley
Ele é um crocodilo que sempre está com fome

### Cyrill
Ele é um esquilo que usa uma gravata-borboleta

## Canales
- Estados Unidos: Nickelodeon (13 de fevereiro de 1999 – 16 de setembro de 2006), Nick Jr. (13 de fevereiro de 1999 – 16 de setembro de 2006), Noggin (15 de abril de 2000 - 16 de dezembro de 2017)
- Reino Unido: CITV (28 de outubro de 2000 - 23 de dezembro de 2017)
- Brasil: Discovery Kids (10 de setembro de 2007 - 23 de fevereiro de 2013)